# Frignicourt
Frignicourt település Franciaországban, Marne megyében. Lakosainak száma 1751 fő (2022. január 1.). Frignicourt Vitry-le-François, Bignicourt-sur-Marne, Blacy, Blaise-sous-Arzillières, Courdemanges, Glannes, Huiron, Luxémont-et-Villotte és Marolles községekkel határos.

## Népesség
A település népességének változása:
| Lakosok száma | 1481 | 1863 | 1774 | 1769 | 1846 | 1870 | 1876 | 1816 | 1787 | 1751 |
|               | 1968 | 1982 | 1990 | 2006 | 2013 | 2015 | 2017 | 2019 | 2020 | 2022 |